# Seznam rumunských spisovatelů
Seznam rumunských spisovatelů obsahuje přehled některých významných spisovatelů, narozených nebo převážně publikujících v Rumunsku.

## A
- Grigore Alexandrescu (1810–1885)
- Ion Agârbiceanu (1882–1963)
- Victor Anestin (1875–1918), novinář, popularizátor vědy, astronom, spisovatel science fiction [1]
- Horia Aramă (1930–2007), básník, autor literatury pro děti mládež [2]
- Tudor Arghezi (1880–1967)
- Gheorghe Asachi (1788–1869)

## B
- Lucian Blaga (1895–1961), filozof, prozaik, dramatik, básník a publicista
- Geo Bogza (1908–1993)
- Lucian Boia (* 1944), historik
- Horia Bonciu (1893–1950)
- Eugeniu Botez (1877–1933)
- Ion Budai-Deleanu (1760–1830)

## C
- Ion Călugăru (1902–1956), prozaik, dramatik a publicista
- Mircea Cărtărescu (* 1956)
- Dimitrie Cantemir (1673–1723), moldavský kníže, humanistický vědec a prozaik
- Ion Luca Caragiale (1852–1912), dramatik, prozaik a publicista
- Mateiu Ion Caragiale (1885–1936), prozaik a básník
- Paul Celan (1920–1970)
- Petru Cimpoeșu (* 1952)
- Emil Cioran (1911–1995), francouzský filozof a esejista rumunského původu
- George Coșbuc (1866–1918)
- Miron Costin (1633–1691), moldavský humanista, diplomat, kronikář a básník
- Ion Creangă (1839–1889), moldavský prozaik

## D
- Dosoftei, vlastním jménem Dimitire Barila (1624–1693), moldavský humanista, básník a překladatel
- Ion Druță nebo Ion Druce (* 1928), moldavský prozaik, dramatik a publicista

## E
- Mircea Eliade (1907–1986), historik náboženství, spisovatel a diplomat
- Mihai Eminescu, vlastním jménem Mihai Eminovici (1850–1889), básník

## F
- Nicolae Filimon (1891–1895)
- Benjamin Fundoianu (1898–1944)

## G
- Ion Ghica (1817–1897), prozaik, ekonom a politik
- Octavian Goga (1881–1938), básník, dramatik a publicista

## Ch
- Iordan Chimet (* 1924)

## I
- Eugène Ionesco (1912–1994), dramatik
- Nicolae Iorga (1871–1940), historik, politik a spisovatel
- Petre Ispirescu (1830–1887)
- Antim Ivireanul (1650–1617)

## K
- Victor Kernbach (* 1923), básník, prozaik, překladatel [3]

## L
- Eugen Lovinescu (1881–1943)

## M
- Ion Micu, vlastním jménem Jan Clain (1745–1806)
- Nicolae Milescu (1636–1708)
- Alexandru Mirodan (1927–2010)

## N
- Gellu Naum (1915–2001)
- Ion Neculce (1672–1744)
- Constantin Negruzzi (1808–1868)

## O
- Alexandru Odobescu (1834–1895)
- Rodica Ojog-Brașoveanu (1939–2002)

## P
- Sașa Pană, vlastním jménem Alexandru Binder (1902–1981), básník, prozaik, publicista a vydavatel
- Octav Pancu-Iași (1929–1975), autor knih pro děti a mládež
- Miron Radu Paraschivescu (1911–1971), básník, publicista a překladatel
- Ioana Pârvulescu (* 1960), prozaička a vysokoškolská učitelka
- Cezar Petrescu (1892–1961)
- Nicolae Petrescu (1886–1954), filozof, sociolog a sociální antropolog
- Bogdan Petriceicu-Hasdeu (1838–1907)
- Andrei Pleșu (* 1948), prozaik
- Sextil Pușcariu (1877–1948), jazykovědec a publicista

## R
- Liviu Rebreanu (1885–1944), prozaik, dramatik a publicista

## S
- Mihail Sadoveanu (1889–1961), moldavský prozaik a publicista
- Ion Dezideriu Sîrbu (1919–1989)
- Ioan Slavici (1848–1925)
- Zaharia Stancu (1902–1974)
- Constantin Stere (1865–1936)

## T
- Radu Tudoran (1910–1992)
- Tristan Tzara (1896–1963), básník

## U
- Grigore Ureche (1590–1647), moldavský kronikář

## V
- Elena Văcărescu (1864–1947)
- Vasile Voiculescu (1884–1963)
- Ilarie Voronca, vlastním jménem Eduard Marcus (1903–1946)
- Iosif Vulcan (1841–1907)